# Encerrados con un solo juguete
Encerrados con un solo juguete (Seix Barral - 1960), ópera prima del narrador Juan Marsé, es una compilación de muchos de los personajes y escenarios que volverán recurrentes en la obra de Marsé. El desarraigo identitario producido por la Guerra Civil y la convulsa situación de unos jóvenes de la posguerra ante la decadencia moral articulan el hilo argumental de la novela. La crítica del momento la tildó de interesante muestra de la objetivismo triunfante de la época, a pesar de que el autor la califica de decadente, intimista y subjetiva.
Resultó finalista del Premio Biblioteca Breve del año 1960, que posteriormente quedó desierto. La novela ha sido traducida al francés por la editorial Gallimard.